# ピクサー・ポップコーン・ショーツ
『ピクサー・ポップコーン・ショーツ』（原題：Pixar Popcorn）は、2021年1月29日からDisney+にて配信しているピクサー・アニメーション・スタジオ製作による短編アニメーションのシリーズ。

## 作品一覧
- 『フィットネスのかなたへ』（原題：To Fitness and Beyond）
- 『みんなで駐車大会』（原題：Unparalleled Parking）
- 『ドリーと落とし物』（原題：Dory Finding）
- 『ソウルフル・シティ』（原題：Soul of the City）
- 『ダッキー&バニー:こどものお気に入り』（原題：Fluffy Stuff with Ducky and Bunny）
- 『インクレディブルなお掃除』（原題：Chore Day the Incredibles Way）
- 『死者たちの一日』（原題：A Day in the Life of the Dead）
- 『ダッキー&バニー:ひつじのトリオ』（原題：Fluffy Stuff with Ducky and Bunny）
- 『ダンシング・ウィズ・ザ・カーズ』（原題：Dancing with the Cars）
- 『クッキーは誰の手に?』（原題：Cookie Num Num）